# Bergen Neck

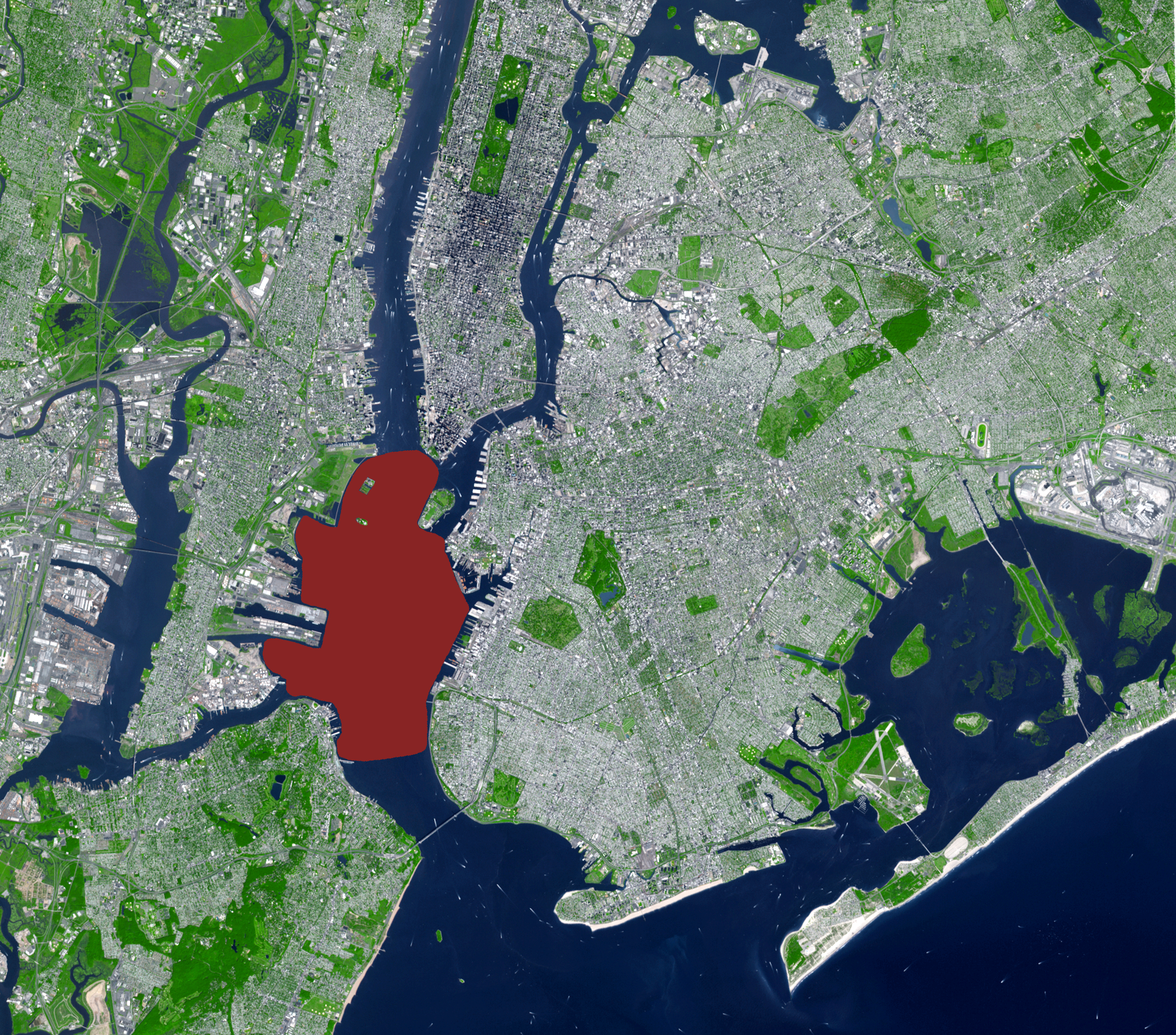
Bergen Neck se encuentra al oeste del puerto de Nueva York, en la bahía Superior de Nueva York, en color rojo.

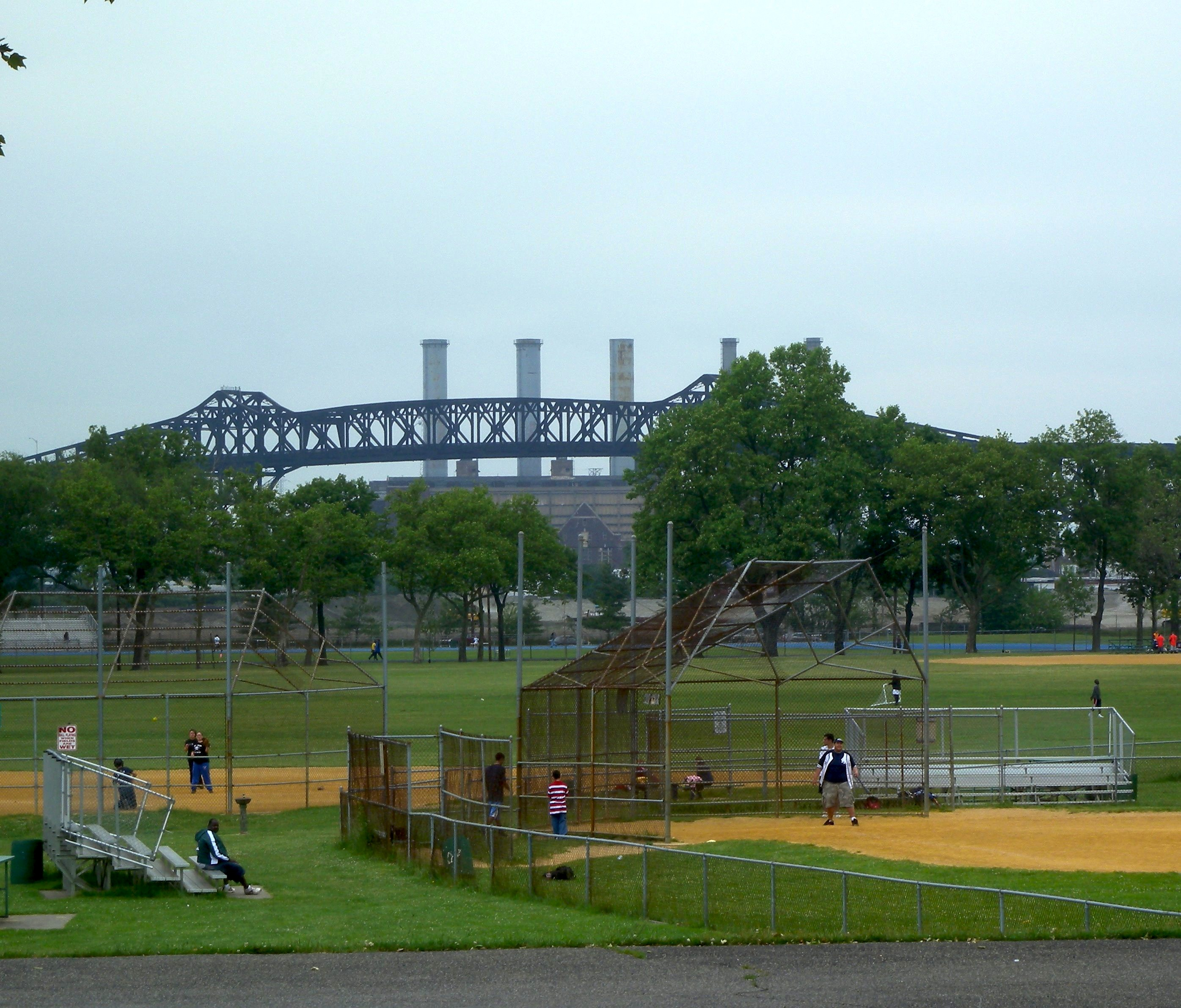
Lincoln Park, Jersey City

Bergen Neck (literal, Cuello de Bergen) es una península en los Estados Unidos, ubicada entre el puerto de Nueva York y la bahía de Newark, en el condado de Hudson, municipios de Bayonne y Ciudad de Jersey. Su extremo más austral, Punta de Bergen, está separada de Staten Island por el Kill Van Kull, que es atravesado por el puente Bayonne.

## Historia
Probablemente fue llamado así por primera vez en el siglo XVII por los primeros colonos de habla holandesa e inglesa, instalados en la región entre los ríos Hudson y Hackensack.  Aunque ahora es parte del condado de Hudson, durante mucho tiempo formó parte del condado de Bergen, en concreto desde su creación en 1683 hasta que se creó el condado de Hudson en 1840, y formó parte de municipio de Bergen, que duró hasta 1862. 
Llamada Oyster Island por los holandeses, quienes al principio pensaron que era una isla, y durante un breve período después de la toma británica de Nueva Holanda en 1674 se llamaba Old Hackensack Neck. Durante la Revolución Americana los mapas británicos la mostraban como Barren Neck (Cuello Estéril). El término de Bergen Neck rara vez se usa, ocasionalmente reemplazado por términos como Península de Bayonne, Península de Hudson, Hudson Sur. Dio su nombre a un fuerte durante la Revolución Americana, que fue construido en 1776, ocupado por los británicos en 1777 y demolido en septiembre de 1782.  En manos británicas, el fuerte pasó a llamarse Oliver De Lancey, Sr. como Fort Delancey. Todavía hoy presta su nombre a la Primera Iglesia Holandesa Reformada de Bergen Neck en Bayonne.

#### Industrialización
La línea marítima de Bergen Neck fue transformada por la llegada del ferrocarril, que más tarde se convirtió en el Tren Ligero Hudson–Bergen. Los muelles de la compañía Norfolk Southern Railway dieron un aspecto industrial a la zona, y se dio la espalda a los llamados palisades del río Hudson,  acantilados que se extienden al norte de la Ciudad de Jersey unos 32 km hasta cerca de Nyack.  En efecto, durante el siglo XX el lado este de la península fue centro neurálgico de la industria pesada y de instalaciones ferroviarias y marítimas; incluso albergó importantes instalaciones militares. Destacaron empresas como Standard Oil o la Terminal Oceánica Militar de Bayonne.